# Chris Smith (baseball, 1988)
Pour l'autre lanceur du même nom, voir Chris Smith (baseball, 1981).
Pour les articles homonymes, voir Chris Smith et Smith.
Chris Smith (né le 19 août 1988 à Louisville, Kentucky, États-Unis) est un lanceur droitier des Blue Jays de Toronto de la Ligue majeure de baseball.

## Carrière
Chris Smith étudie au Kentucky Wesleyan College d'Owensboro, dans le Kentucky, d'où il gradue en fitness et gestion du sport, et joue au baseball comme lanceur, arrêt-court et voltigeur de centre. Jamais choisi au repêchage amateur de la Ligue majeure de baseball, Chris Smith évolue après le collège avec des clubs de baseball indépendants de la Frontier League (2010 à 2012) et de la Pecos League (2011), en plus de s'exiler un temps en Australie où il évolue pour les Bandits de Brisbane. 
Il ne lance qu'une seule manche avec son premier club professionnel : il est libéré par les Crushers de Lake Erie de la Frontier League après avoir rempli les buts et alloué un grand chelem en 10e manche. Récupéré par les Beach Bums de Traverse City, l'équipe à laquelle il avait donné ces 4 points, il ne lance que 3 manches et un tiers avant d'être libéré de son contrat. Le club de la Pecos League qu'il rejoint ensuite, les Pupfish de White Sands, le laissent jouer une saison entière, mais sur un contrat de… zéro dollars. Smith retourne dans la Frontier League et joue en 2011 et 2012 pour les Wild Things de Washington. Smith note que son gérant chez les Wild Things, Darin Everson,, est responsable pour un point tournant de sa carrière : après avoir laissé 6 adversaires sur 6 marquer dans un match, Smith reçoit la visite au monticule d'Everson au monticule, et celui-ci lui sert un laïus ponctué de vulgarités, qui se termine par : « Tu mérites d'être ici, lance comme si tu mérites d'être ici ». Smith dit ne pas avoir accordé de coups sûrs dans les 6 manches suivant cet incident, et en avoir puisé beaucoup d'inspiration. 
Le 28 décembre 2012, Chris Smith établit un record de la Ligue australienne de baseball en réussissant 15 retraits sur des prises en un match face aux Aces de Melbourne.

### Ligue majeure de baseball
Ses efforts et ses solides performances en Australie attirent l'attention de deux clubs de la Ligue majeure de baseball, les Rockies du Colorado et les Astros de Houston ; ces derniers lui promettent un contrat pour la saison 2013, mais reviennent sur leur promesse le lendemain, indiquant avoir déjà invité un nombre suffisant de lanceurs à leur prochain entraînement de printemps. Son premier contrat professionnel vient finalement des Yankees de New York, qui mettent Smith sous contrat en janvier 2013. Mais une fracture de stress à l'avant-bras coûte à Smith toute la saison 2013, et ce n'est qu'en 2014 qu'il intègre pour la première fois une équipe des ligues mineures affiliée aux Yankees. Libéré par New York après une saison et demie, il signe un contrat des ligues mineures avec les Blue Jays de Toronto en cours de saison 2015. À la fin de la saison 2016, il est appelé dans les majeures par les Blue Jays pour remplacer dans l'effectif un lanceur blessé, mais il ne joue dans aucun match.
Chris Smith fait ses débuts dans le baseball majeur à 28 ans avec les Blue Jays de Toronto comme lanceur de relève le 27 juin 2017 contre les Orioles de Baltimore.